# Аметистов скорец
Аметистовият скорец (Cinnyricinclus leucogaster) е вид птица от семейство Скорецови (Sturnidae).

## Разпространение
Видът е разпространен в Ангола, Бенин, Ботсвана, Буркина Фасо, Бурунди, Габон, Гамбия, Гана, Гвинея, Гвинея-Бисау, Джибути, Еритрея, Етиопия, Замбия, Зимбабве, Йемен, Камерун, Република Конго, Демократична република Конго Кот д'Ивоар, Кения, Либерия, Малави, Мали, Мозамбик, Намибия, Нигер, Нигерия, Руанда, Саудитска Арабия, Сенегал, Сиера Леоне, Сомалия, Судан, Свазиленд, Танзания, Того, Уганда, Централноафриканската република, Чад, Южна Африка и Южен Судан.